# Toshmuhammad Qori-Niyoziy
Tashmuhamad Niyazovich Qori-Niyoziy (en uzbeko: ТТошмуҳаммад Ниёзович Қори-Ниёзий; en ruso: Ташмухамед Ниязович Кары-Ниязов; Juyand, Imperio ruso, 21 de agostojul./ 2 de septiembre de 1897greg. — Taskent, Unión Soviética, 17 de marzo de 1970) fue un matemático e historiador soviético de etnia uzbeka que sirvió como el primer presidente de la Academia de Ciencias de la República Socialista Soviética de Uzbekistán (actual Academia de Ciencias de Uzbekistán).

## Biografía

### Infancia y juventud
Qori-Niyoziy nació en Juyand el 2 de septiembre de 1897 en el seno de una familia de un zapatero, Inicialmente estudió en un maktab, pero asistió menos de un año debido a los abusos que sufrió por parte del maestro. Su familia se mudó a Skobelev (actualmente Ferganá), donde finalmente asistió a una escuela rusa y se graduó con excelentes calificaciones a mediados de la década de 1910.
En 1917, trabajó como profesor en una escuela que el mismo había fundado en Kokand, que rápidamente se convirtió en una escuela regional. Inicialmente se ofreció como voluntario para desempeñarse como director de escuelas del distrito de Skobelev, y luego trabajó como director del Colegio Pedagógico de Uzbekistán en Kokand de 1920 a 1925. Varios años más tarde se graduó en la Facultad de Física y Matemáticas de la Universidad Estatal de Asia Central (actual Universidad Nacional de Uzbekistán) en Taskent; donde defendió su tesis en uzbeko.
Su esposa Oishakhon, con quien se casó en 1920 en una ceremonia musulmana, fue una de las primeras profesoras de la RSS de Uzbekistán. Ella le asesoraba frecuentemente sobre su trabajo de filología, incluidos los primeros diccionarios de uzbeko en los que trabajaron juntos.

### Carrera
Mientras era estudiante universitario, se le asignó la tarea de impartir clases avanzadas de matemáticas, como geometría analítica, en idioma uzbeko. Después de graduarse, continuó enseñando matemáticas a nivel universitario en uzbeko, convirtiéndose en el primer uzbeko en recibir el título de profesor en 1931. Ese año, se convirtió en miembro del Partido Comunista.
Desde entonces hasta 1933 fue rector de la universidad, aunque no se doctoró en física y matemáticas hasta 1939. Luego se convirtió en vicepresidente del Comité de Ciencia, Cultura y Arte de la RSS de Uzbekistán y trabajó en la transición del alfabeto uzbeko al cirílico. También dedicó una cantidad considerable de tiempo a investigar la historia de Uzbekistán y trabajos académicos históricos, con especial atención a la astronomía y la arqueología. Como parte de su investigación sobre la astronomía primitiva en lo que hoy es Uzbekistán, tuvo que leer numerosos manuscritos árabes. Además de su labor académica, ocupó diversos cargos políticos, desempeñándose como diputado de la I y II Convocatorias del Sóviet Supremo de la Unión Soviética. También es autor de numerosos libros de texto y artículos académicos, incluidos los primeros libros de texto de matemáticas en uzbeko y artículos sobre la cultura y la sociedad uzbekas.

### Segunda Guerra Mundial
En junio de 1941, dirigió junto con Mijaíl Guerásimov una expedición científica para examinar la tumba de Tamerlán en Samarcanda. Una inscripción en la tumba amenazaba con provocar una catástrofe a quien la abriera, y poco después de su apertura, la Alemania nazi comenzó a invadir la Unión Soviética. Después de que los restos fueran enterrados nuevamente con ritos musulmanes en 1942, algunos en Uzbekistán atribuyeron la victoria soviética en la batalla de Stalingrado al nuevo entierro.
Después de la invasión alemana de la Unión Soviética, su único hijo, Shavkat, solicitó ir al frente junto con el Ejército Rojo. Siendo experto en matemáticas como su padre, fue elegido para la escuela de artillería. Después de sobrevivir a la guerra, se graduó en la Academia Militar F.E. Dzerzhinky y siguió los pasos de su padre con una carrera en matemáticas, pero se especializó en balística y tecnología de cohetes.
Cuando se creó la Academia de Ciencias de la RSS de Uzbekistán en 1943, Qori-Niyazov fue nombrado su primer presidente y ocupó el cargo hasta 1947.

### Posguerra
En 1946, se convirtió en profesor en el Instituto de Ingenieros y Mecanización Agrícola de Taskent. Por su artículo «Escuela astronómica de Ulugbek» recibió el Premio Stalin. En 1954 fue aceptado como miembro de la Unión Astronómica Internacional, en 1967 se convirtió en miembro correspondiente de la Academia Internacional de Historia de la Ciencia, y ese mismo año, el 1 de septiembre, se le concedió el título de Héroe del Trabajo Socialista por su labor de promoción académica. en la RSS de Uzbekistán. Su trabajo incluyó el de editor en jefe de la revista científica uzbeka Fan va turmush y vicepresidente de la junta para la preservación de los monumentos históricos y culturales de Uzbekistán. Durante el transcurso de su trabajo, viajó a varios países extranjeros, incluidos Afganistán, Bulgaria, India, Italia y Japón.
Murió el 17 de marzo de 1970 y fue enterrado en el Cementerio de Chigatoy en Taskent (Uzbekistán).

## Condecoraciones
- Científico Honorario de la RSS de Uzbekistán (1939)[1]
- Orden de Lenin, tres veces (4 de noviembre de 1944, 1 de marzo de 1965 y 1 de septiembre de 1967)
- Orden de la Bandera Roja del Trabajo, tres veces (23 de noviembre de 1946, 16 de enero de 1950 y 27 de octubre de 1953)
- Premio Stalin (1952)
- Héroe del Trabajo Socialista (1 de septiembre de 1967)
- Premio Estatal de Beruniy (1970)
- Orden del Mérito Sobresaliente (2002, póstumamente)[12]